# اریسلاندی آلوارس
اریسلاندی آلوارس (انگلیسی: Erislandy Álvarez؛ زادهٔ ۱۴ ژوئیهٔ ۲۰۰۰) بوکسور اهل کوبا است.